# سرزمین‌های شب
«سرزمین‌های شب» (انگلیسی: The Night Lands) قسمت دوم از فصل دومِ مجموعهٔ تلویزیونیِ خیال‌پردازانهٔ بازی تاج‌وتخت و قسمت ۱۵ از کلِ این سریال است.
فیلم‌نامه‌نویس‌های این قسمت دیوید بنیاف و دی. بی. وایس و کارگردان آن آلن تیلور است.
در زبان و فرهنگ دوتراکی، مقصود از سرزمین‌های شب، «دنیای مردگان» است. برای آنکه روح یک فرد دوتراکی پس از مرگ بتواند وارد سرزمین شب شده و با روح اجداد و نیاکان خود محشور شود، می‌بایست جسمش پس از مرگ، در تَلی از هیزم سوزانده شود. هنگامی که دنریس تارگرین با جسد همسر خود کال دروگو در «خانهٔ فناناپذیران» مواجه می‌شود، می‌پرسد آیا او نیز در سرزمین‌های شب به همسرش ملحق خواهد شد.